# Liloan (Leyte Meridionale)
Liloan è una municipalità di quarta classe delle Filippine, situata nella provincia di Leyte Meridionale, nella regione di Visayas Orientale.
Liloan è formata da 24 barangay:
- Amaga
- Anilao
- Bahay
- Cagbungalon
- Calian
- Caligangan
- Candayuman
- Catig
- Estela
- Fatima
- Gud-an
- Guintoylan

- Himayangan
- Ilag
- Magaupas
- Malangsa
- Molopolo
- Pandan
- Poblacion
- Pres. Quezon (Maugoc)
- President Roxas
- San Isidro
- San Roque
- Tabugon